# Тернита (Козенца)
Тернита је насеље у Италији у округу Козенца, региону Калабрија.
Према процени из 2011. у насељу је живело 355 становника. Насеље се налази на надморској висини од 690 м.